# Jan Schubert
Jan Józef Schubert (ur. 1743 w Lipniku, zm. 1792 we Frydku). Jeden z najwybitniejszych twórców barokowych, działających na terenie Górnego Śląska.
Jego dzieła można znaleźć w kościołach w Przyborze, Głogówku, Opawie, Karniowie, Frydku, Cieszynie, Rudach, a także na zamku w Rudolticach. W Rudach zapełnił nisze barokowej Kaplicy Maryjnej stiukowymi posągami archaniołów Michała, Gabriela, Rafaela i Anioła Stróża oraz wykonał rzeźby postaci książąt raciborskich Kazimierza i Władysława, które znajdują się obecnie obok cudownego wizerunku Matki Boskiej Pokornej.